# عمار ديش
عمار ديش ((بالبنغالية: আমার দেশ)‏, بلدي), صحيفة في بنغلاديش، ظلت تعمل منذ عام 2004 حتى إغلاقها. نُشرت هذه الصحيفة في دكا باللغة البنغالية، وكانت تتناول أخبار بنغلاديش من وجهات نظر محلية وإقليمية ودولية. والمعروفة بأنها صحيفة معارضة بارزة، كانت أمار ديش تدعم الحزب القومي البنغلاديشي في موقفها التحريري. وكانت حكومة بنغلاديش قد أغلقت الصحيفة في السابق وأعادت إطلاقها بعد 5 أغسطس 2024.
أغلقت حكومة رابطة عوامي صحيفة أمار ديش مرتين، بالتزامن مع اعتقال رئيس التحرير محمود الرحمن. كانت المرة الأولى في الأول من يونيو/حزيران 2010، عندما اعتُقِل المحرر، وأُغلِقَت الصحيفة لمدة عشرة أيام. وقد حدث الإغلاق الثاني في الحادي عشر من إبريل/نيسان 2013، في أعقاب اعتقال رحمن بسبب نشر محادثات عبر سكايب تتعلق بمحاكمات جرائم الحرب في بنغلاديش. ولا يزال قمع الصحيفة مستمرا.